# Fårö
Fårö es una isla de Suecia localizada en el mar Báltico a algunos kilómetros al norte de la isla de Gotland, de la que depende administrativamente. Fårö es la segunda isla en extensión de la provincia de Gotland. Su superficie es de 111,35 km². Allí vivió y murió el cineasta Ingmar Bergman.

## Nombre
En gútnico antiguo Faroyna, literalmente: isla lejana. Su nombre suele interpretarse erróneamente como «isla de ovejas», ya que «får» significa «oveja/ovejas» en sueco moderno; sin embargo, este término nunca se utilizó históricamente en Gotland, donde el término local para «oveja» es «lamm».

## Características generales
La isla está separada de Gotland por el estrecho de Fårösund, si bien está conectada por una línea gratuita de ferry cada treinta minutos. 
Tanto en Fårö como en la isla de Gotland existen unas formaciones rocosas denominadas raukar, exclusivas de estas islas, que son unos farallones de roca calcárea formados por la erosión natural durante la era glaciar y por el mar. Algunas de sus figuras y formas son particularmente extrañas y sugerentes.

## Cinematografía
El cineasta Ingmar Bergman vivió en la isla, donde también rodó varias de sus películas, entre ellas las de "la trilogía de Fårö": La hora del lobo, La vergüenza y La pasión de Ana. La primera película que el cineasta rodó en la isla fue Detrás de un vidrio oscuro en 1961. Murió allí el 30 de julio de 2007.

## Zonas de Fårö

### Fårö fyr
El Fårö fyr ("Faro de la isla Fårö") está ubicado al noroeste, tiene una altura de 30 metros y fue construido entre 1846 y 1847.

### Langhammars
En la península de Langhammars ("Lugar del Martillo largo") al noroeste de Fårö se ubica la reserva natural Langhammars donde se pueden encontrar las famosas raukar, pilares o farallones de varios metros de roca esculpidos por la naturaleza.

### Digerhuvud
La reserva natural Digerhuvud ("Cabeza enorme") alberga el paraje de pesca de Helgumannen (Helgumannen fiskeläge). No es apta para bañarse o nadar debido a su profundidad (más de 80 metros cerca de la costa) y sus fuertes corrientes, sin embargo, es una zona popular para la pesca deportiva.

### Sudersand
La extensa y arenosa playa Sudersand al noreste de Fårö está al lado del Sudersands semesterby ("Villa de vacaciones de Sudersand") que ofrece alojamiento a los turistas.

## Galería

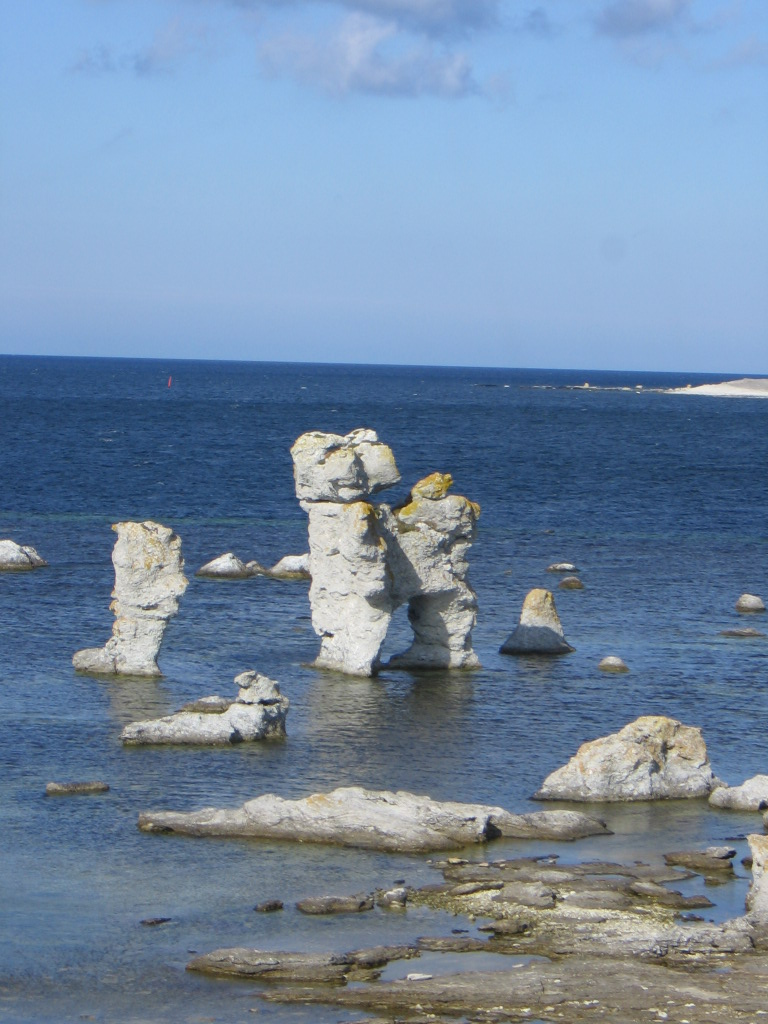
Las famosas raukar
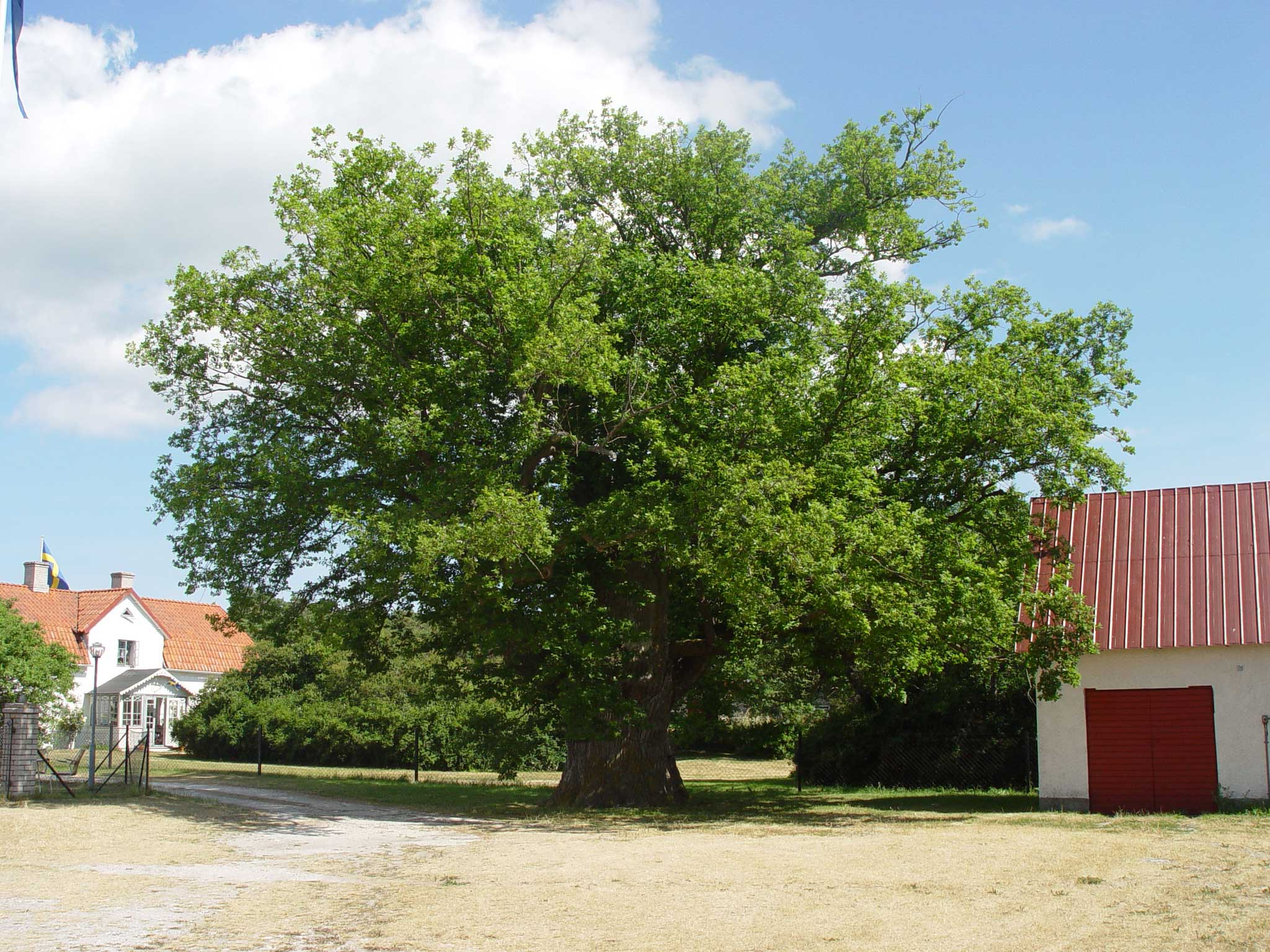
Roble en la estación Ava en Fårö (mencionado por Carlos Linneo en 1741), su tronco tiene un perímetro de aproximadamente 6 metros.
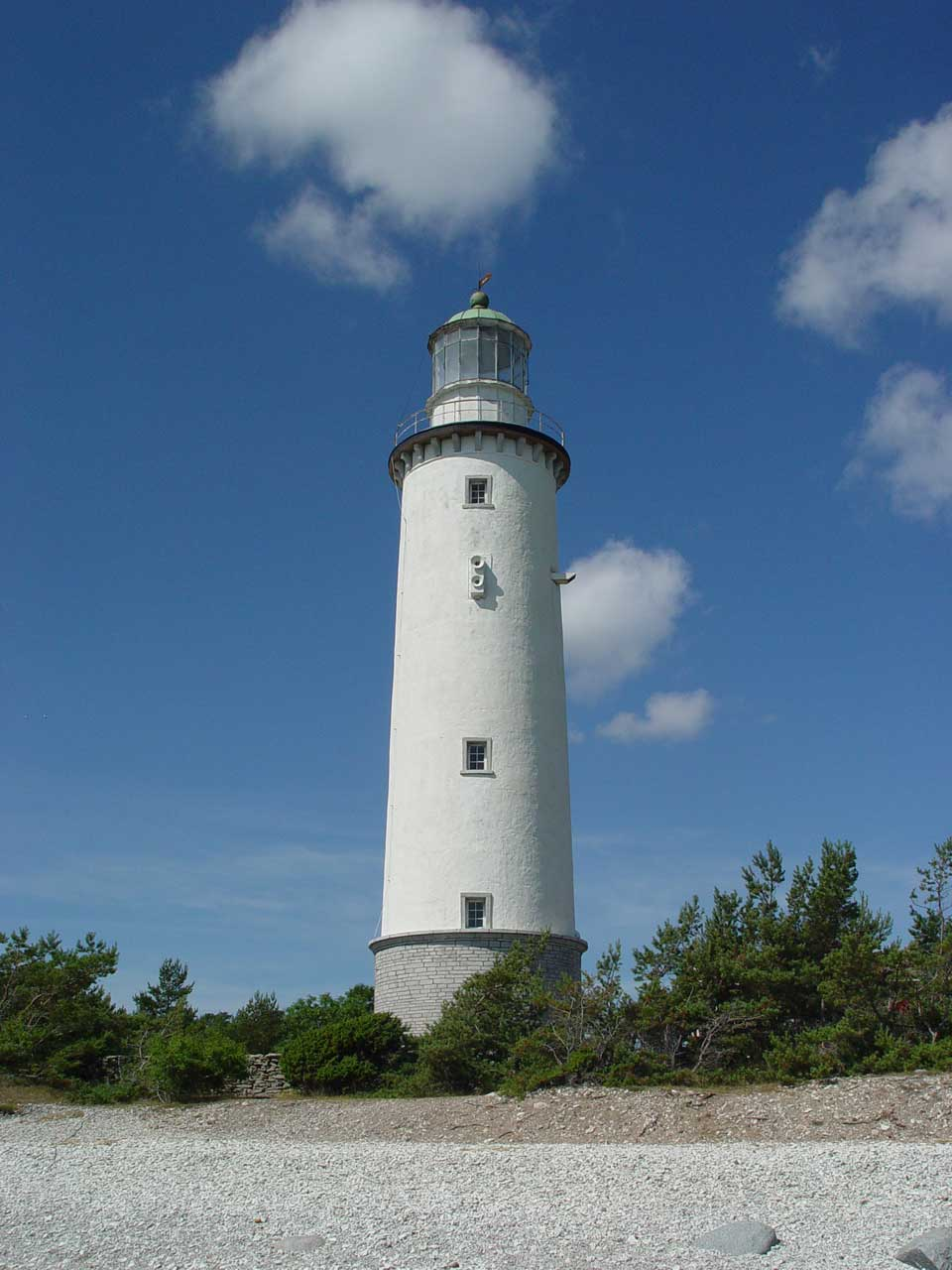
Fårö fyr